# یوبایرا

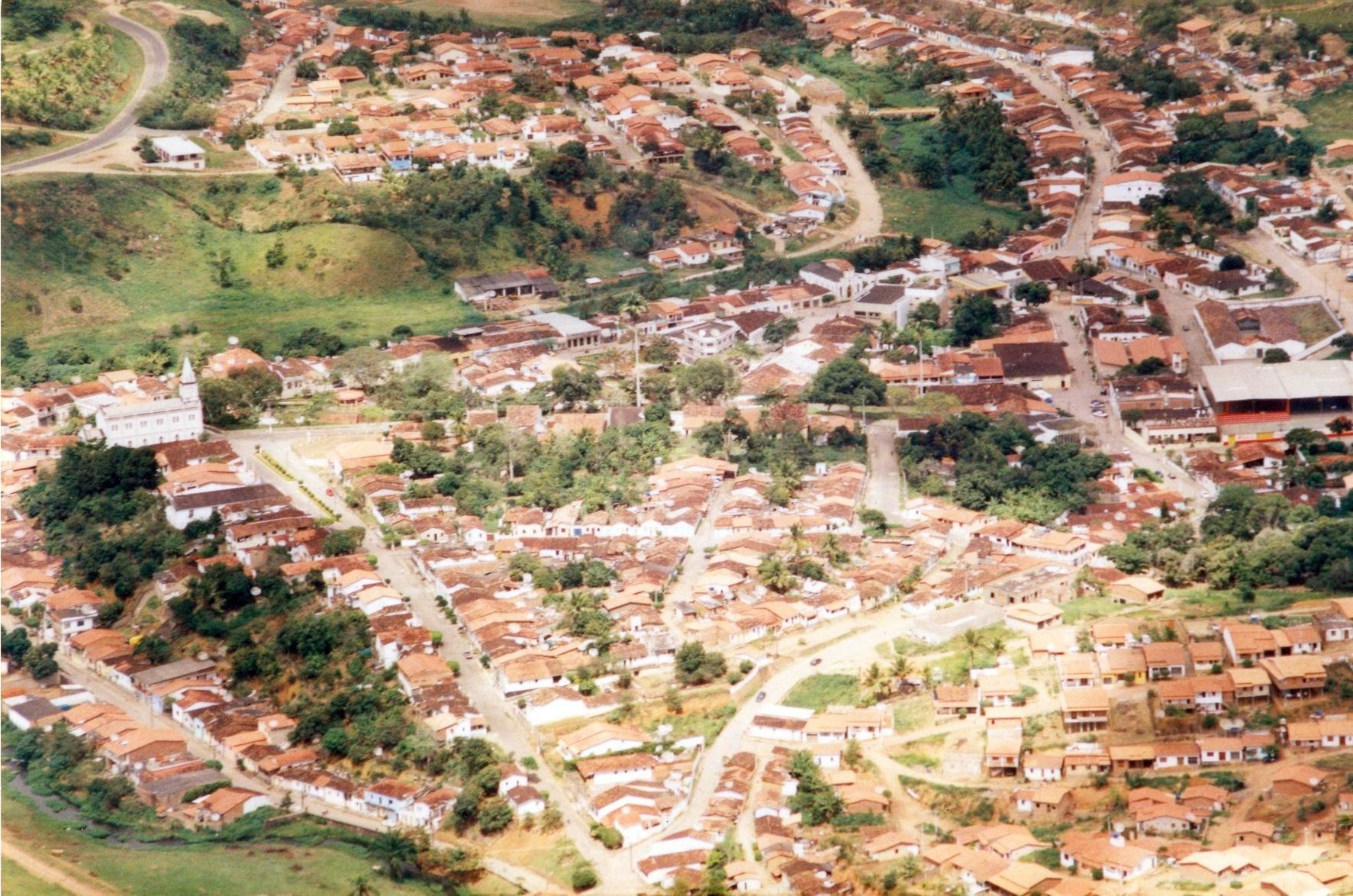
منطقه مسکونی در برزیل

یوبایرا (به پرتغالی: Ubaíra) یک شهرستان برزیل در برزیل است که در باهیا واقع شده‌است.